# Gastrovasculaire holte
De gastrovasculaire holte of gastrale holte is een lichaamsholte die voorkomt bij twee primitieve fyla in het dierenrijk: de neteldieren (Cnidaria) en platwormen (Platyhelminthes). De gastrovasculaire holte is de inwendige ruimte voor vertering en circulatie van voedingsstoffen. Meestal is het over het gehele lichaam vertakt. 
Bij neteldieren wordt de gastrovasculaire holte ook wel het coelenteron genoemd. Het bevindt zich tussen het mesoglea: de geleiachtige laag waar het lichaam grotendeels uit bestaat. De gastrovasculaire holte heeft slechts één opening naar de buitenwereld. Voedsel en afval passeert dus dezelfde opening.